# Erika Lava
Erika Lava (Osio Sotto, 27 settembre 1983) è un'ex pallanuotista italiana,ha giocato nella nazionale italiana di pallanuoto dal 2003 al 2004 come titolare per un mondiale.

## Biografia
Ha debuttato in serie A2 con la squadra di Osio, nella quale militava fin dalle categorie giovanili; nel 2003 è stata convocata da Pierluigi Formiconi come secondo portiere della nazionale partecipando ai vittoriosi campionati europei di Lubiana ed al mondiale di Barcellona nel quale ha conquistato una medaglia d'argento. Nello stesso anno si è trasferita alla Rari Nantes Pescara che ha disputato il campionato di serie A1.
Persa la possibilità di fare ancora parte della nazionale come secondo portiere, in favore di Elena Gigli, disputa ancora alcune stagioni in massima serie, per poi giocare una stagione con la Leonessa Brescia in serie B nel 2007-08. Dopo un periodo di pausa di due anni, Erika torna a giocare con la squadra che l'aveva lanciata, l'Osio, A2.

## Palmarès

### Nazionale
- Mondiali

Barcellona 2003: 
- World League

Long Beach 2004: 
- Europei

Lubiana 2003: 